# A2-es autópálya (Románia)
Az A2-es autópálya (más néven Napfény autópálya, románul Autostrada Soarelui) egy autópálya Romániában, Bukaresttől keletre halad a Fekete-tenger felé.

## Története

### Építés
Az A2-es autópálya  építése még Nicolae Ceaușescu román diktátor idejében kezdődött. A 204 kilométer hosszú Bukarest–Konstanca nyomvonalnak a kétharmada, 152 kilométer készült el, befejezését korábban 2007–2008-ra ígérték. 1990-ben, a kommunizmus bukása után az építkezés folytatódott egy darabig, aztán 1993–1998 között pénzhiány miatt szüneteltek a munkálatok.
A Cernavodă és Medgidia közötti 20 km-es szakasz munkálatai 2008-ban kezdődtek, ám 2011-ben félbeszakadtak, a szerződést felmondta az állam, mert a kivitelező, a francia Bouygues cégcsoporthoz tartozó Colas nem tudta a munkát határidőre elvégezni.
2011 júliusában félpályás autóútként adták át a Murfatlar és Konstanca közötti 21 km-es szakaszt.
A Medgidia és Cernavodă közötti 20,5 kilométeres szakaszt félpályás autóútként adták át 2012 júliusában, majd novemberben a másik félpályát.

### Működés
2008 júniustól az autópályát a gyorshajtók illetve a tolvajok elbátortalanítására bekamerázták.
2024 februárjában Románia autópályáin 36 új csomópont előkészítését jelentették be. Ebből az A1-en négy található: Dragoș Vodă Călărași megyében, valamint Ovidiu, Dunărea és Peștera Constanța megyében.

## Csomópontok és pihenőhelyek

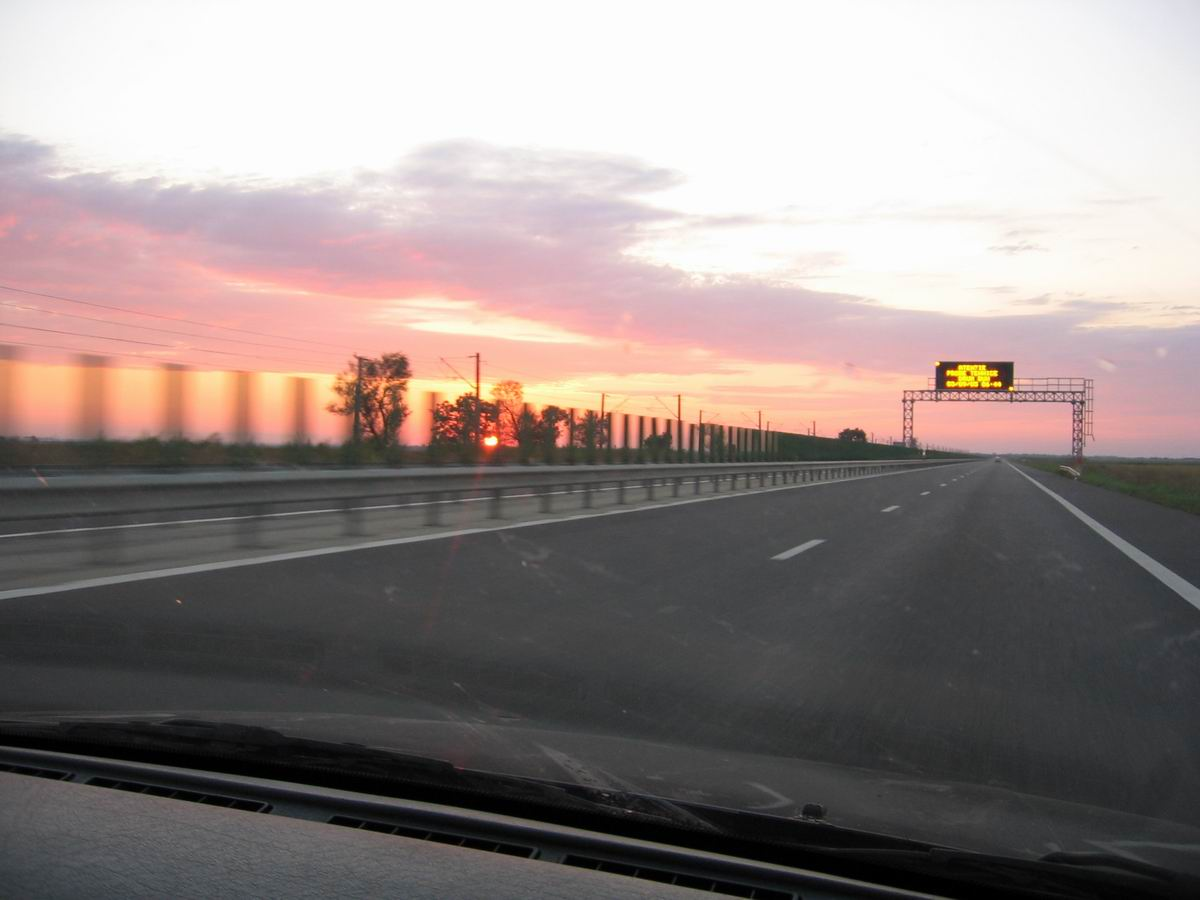
Az A2-es autópályán

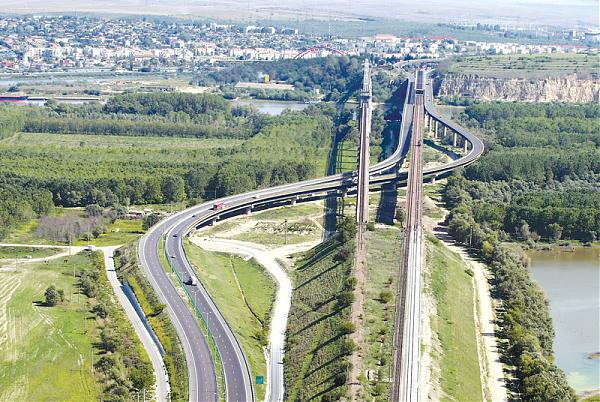
Híd az Öreg-Duna fölött Cernavodánál

## Díjfizetés
Az A2-es autópálya használata teljes hosszában díjköteles. Az egységes matrica megvásárlása kötelező, amely érvényes a nemzeti utakra és az autópályákra egyaránt. Az egységes matrica mellett, a Duna hídra (Fetești-Cernavodă) külön díjat kell fizetni, ezt bármelyik töltőállomáson, sms-ben vagy a helyszínen is megtehetjük.

## Üzemeltetés és karbantartás
Az üzemeltetési és fenntartási tevékenységet jelenleg három autópálya-mérnökség biztosítja:
- Brănești-i központ a 11-es kilométerszelvényben
- Lehliui központ az 56-os kilométerszelvényben
- Valea Dacilori központ a 184-es kilométerszelvényben